# Uładzimir Arłou (ur. 1953)
Uładzimir Alaksiejewicz Arłou (biał. Уладзімір Аляксеевіч Арлоў, ros. Владимир Алексеевич Орлов, Władimir Aleksiejewicz Orłow, ur. 25 sierpnia 1953 w Połocku) – białoruski historyk i poeta, wiceprzewodniczący Białoruskiego PEN-Clubu.

## Życiorys
Po ukończeniu szkoły średniej w rodzinnym Połocku podjął studia na Wydziale Historii Białoruskiego Uniwersytetu Państwowego im. Włodzimierza Lenina (zakończone w 1975). Pracował jako nauczyciel historii w szkołach białoruskich. Swoje pierwsze poezje drukował w czasopismach studenckich, m.in. „Błakitny lichtar” («Блакітны ліхтар», Nowopołock) i „Miławica” («Мілавіца», Mińsk).
Od 1976 do 1986 zatrudniony jako redaktor gazety „Chimik” («Хімік»). W 1986 przystąpił do Związku Pisarzy Białoruskiej SRR. Od 1988 współpracował z wydawnictwem „Mastackaja litaratura” («Мастацкая літаратура»). W tym samym roku zaangażował się w działalność polityczną wstępując do Białoruskiego Frontu Ludowego, występując jednocześnie z KPZR. Od 1992 pozostawał członkiem Sejmu BFL. W 1997 nawiązał współpracę z redakcją „Krynicy” («Крыніца»).
Jest laureatem nagrody literackiej im. Franciszka Bahuszewicza przyznawanej przez Białoruski PEN-Club. 26 marca 2010 został uhonorowany nagrodą Europejski Poeta Wolności.

## Życie prywatne
Jest żonaty, ma dwóch synów Ramana i Bahdana. Należy do białoruskiej cerkwi greckokatolickiej.

## Wybrane publikacje
- Добры дзень, мая Шыпшына, Mińsk 1986
- Асветніца з роду Ўсяслава, Mińsk 1989
- Там, за дзвярыма: Вершы ў прозa, Mińsk 1991
- Еўфрасіння Полацкая, Mińsk 1992
- Таямніцы полацкай гісторыі, Mińsk 1995
- Адкуль наш род, Mińsk 1996, Vilnius 2000
- Божая кароўка з Пятай авеню, Mińsk 1998
- Жыватворны сымбаль Бацькаўшчыны, Mińsk 1998
- (862—1818): Падзеі. Даты, Ілюстрацыі, Vilnius 2001
- Краіна Беларусь, Słowacja 2003

## Odznaczenia
- Medal 100-lecia Białoruskiej Republiki Ludowej – 2019[5][6]

## Nagrody
- Nagroda „Za wolność myśli” im. Wasila Bykaua – od Ruchu „Za Wolność” (26 sierpnia 2008, Białoruś)[7]